# Zaprionus indianus
Zaprionus indianus är en tvåvingeart som beskrevs av Gupta 1970. Zaprionus indianus ingår i släktet Zaprionus och familjen daggflugor. Inga underarter finns listade i Catalogue of Life.

## Bildgalleri

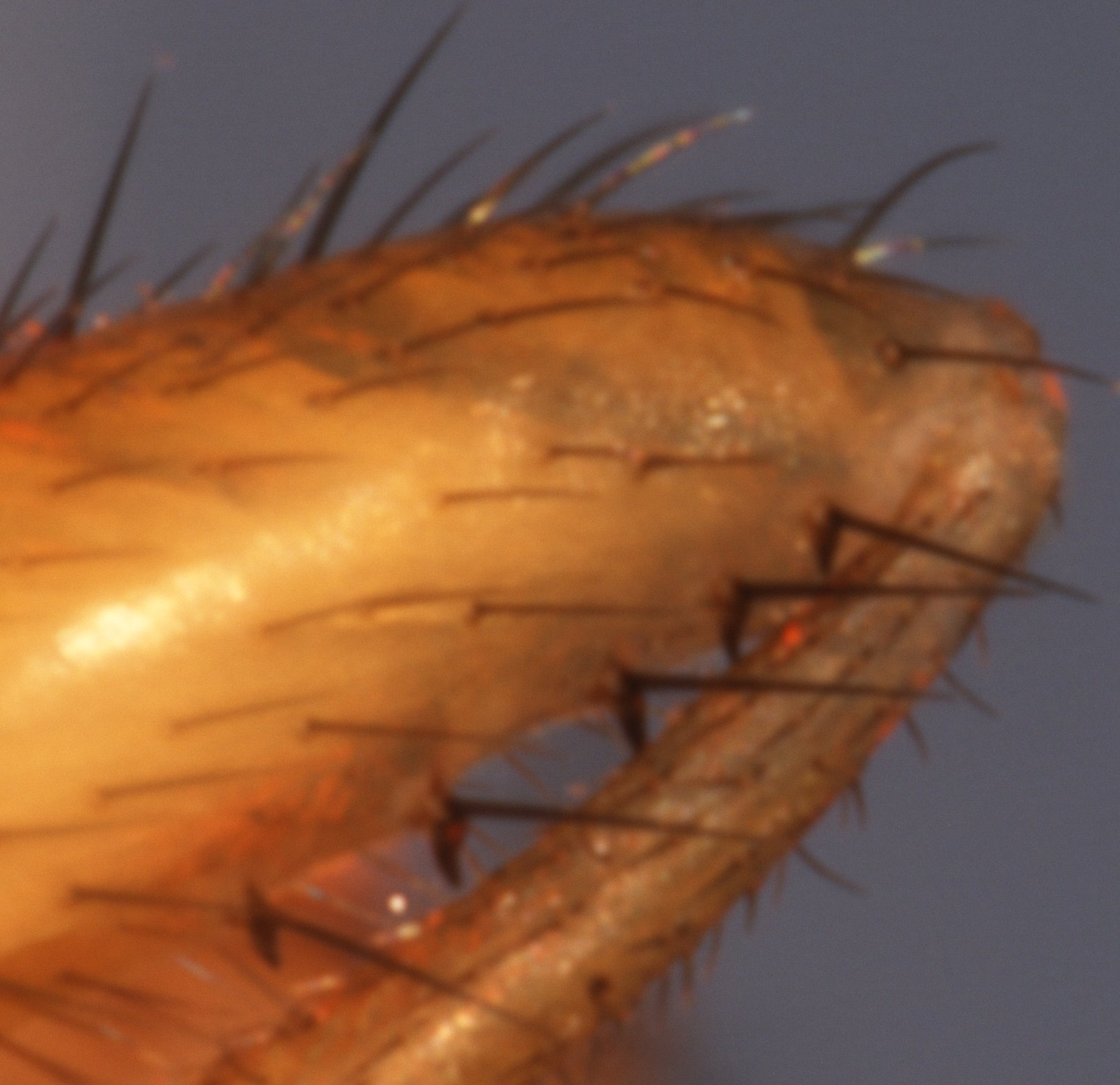
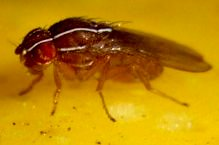